# Glorieta de la Schönbrunn

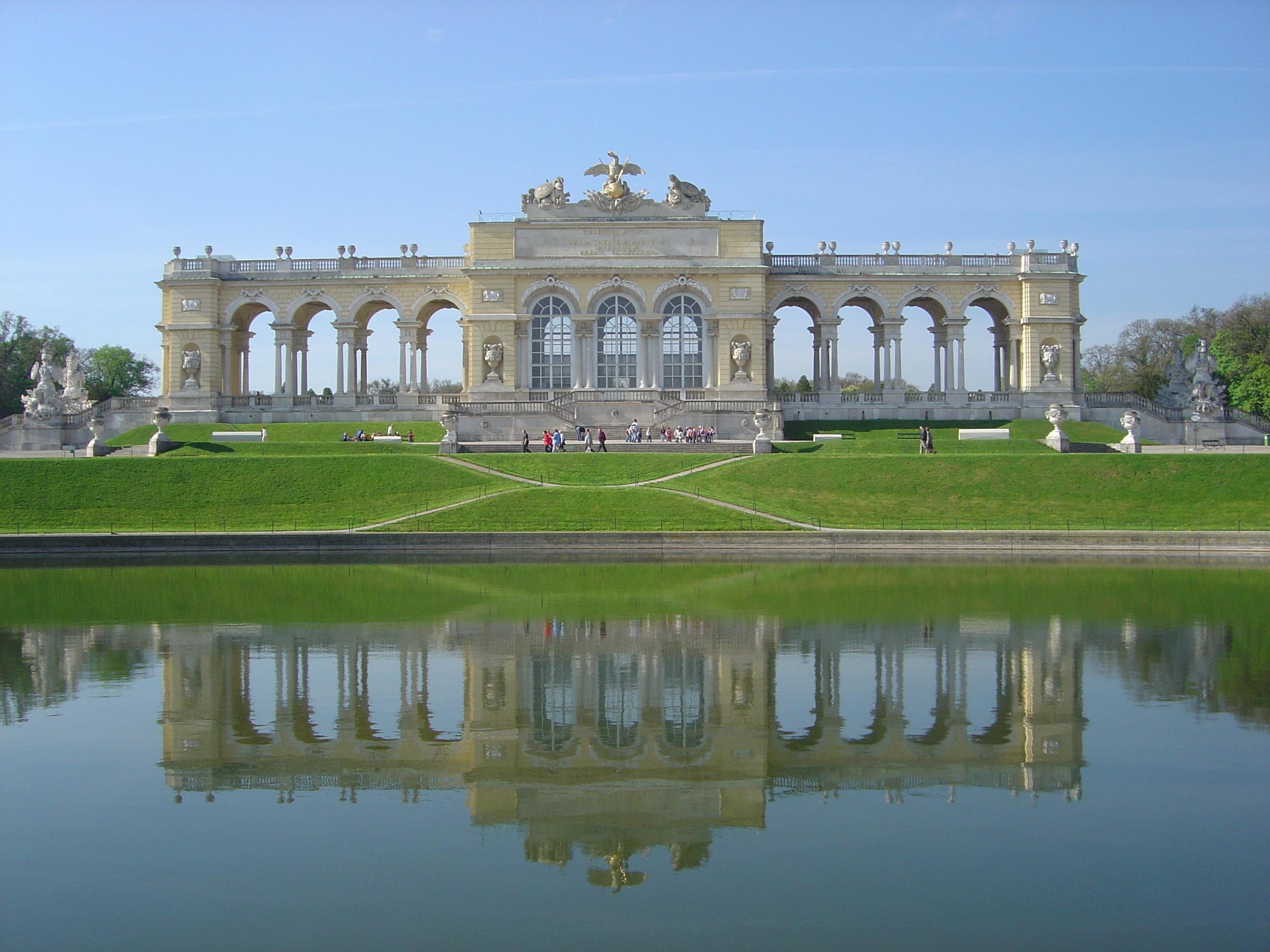
Glorieta din parcul palatului Schönbrunn

Glorieta din parcul palatului Schönbrunn din Viena este, probabil, cea mai mare și mai cunoscută glorietă. 

## Istoric

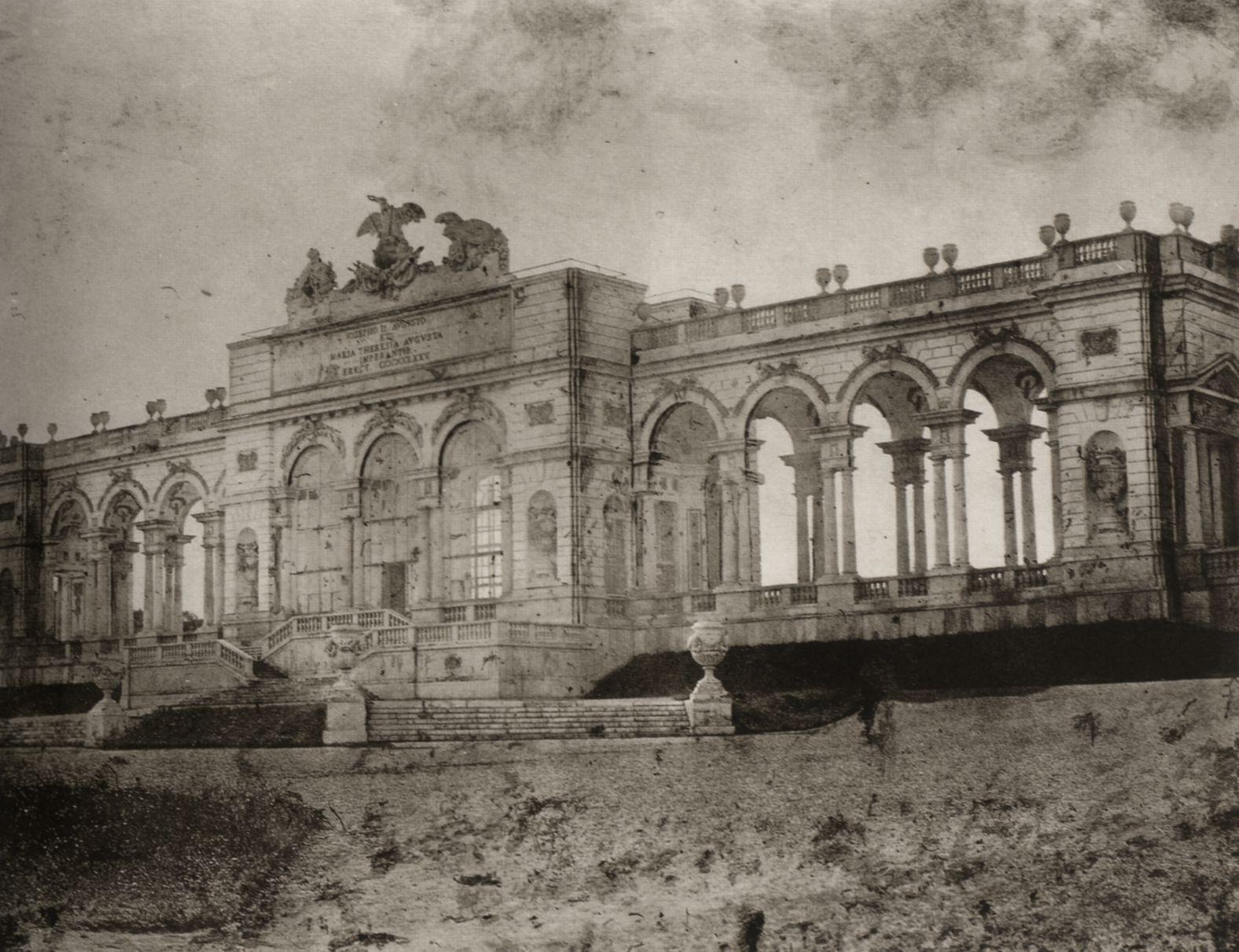
Vedere din 1854

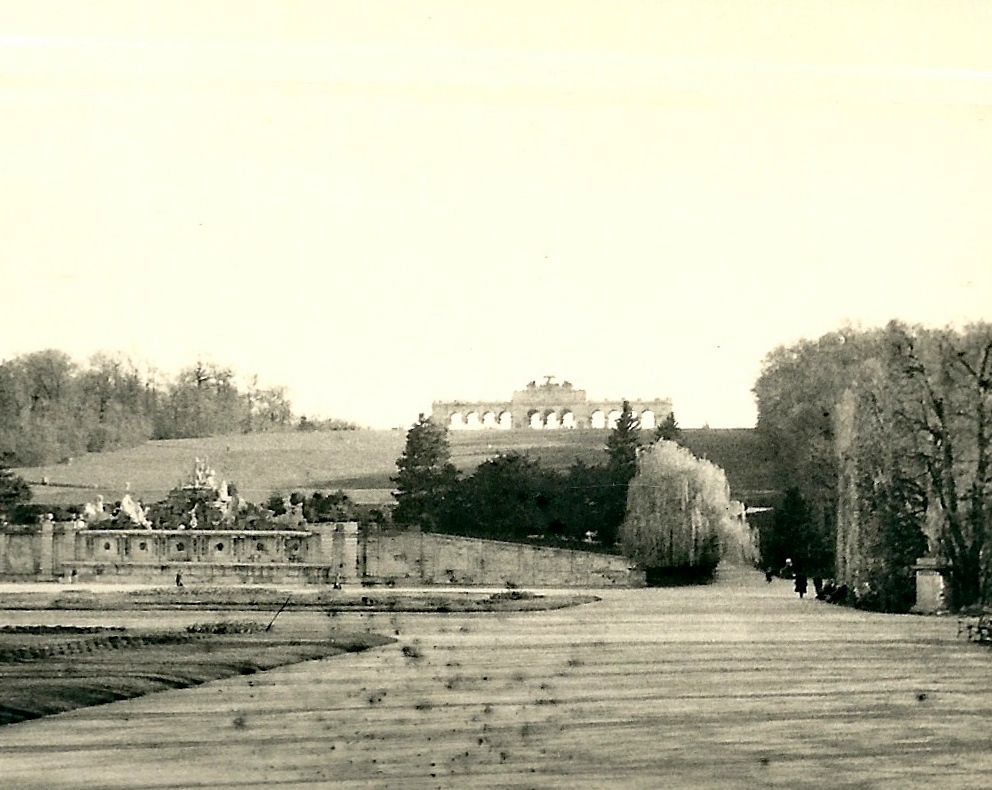
Glorieta în 1952

Glorieta a fost construită în 1775, fiind ultima clădire înălțată în grădină, după planurile arhitectului imperial austriac Johann Ferdinand Hetzendorf von Hohenberg. Ea a avut scopul de a fi un punct de observație asupra grădinii. 
Glorieta a servit mai târziu ca sală de mese și sală de festivități, precum și o sală de mic dejun pentru împăratul Franz Joseph. Sala de mese a fost utilizată până la sfârșitul monarhiei, acolo funcționând astăzi o cafenea, iar pe acoperiș aflându-se o platformă de observație a Vienei. Ornamentele decorative sculpturale ale glorietei au fost realizate de faimosul sculptor Johann Baptist Hagenauer din Salzburg. Glorieta a fost grav avariată de bombardamentele din al doilea război mondial, dar a restaurată deja în 1947 și apoi iarăși în 1995.

## Dedicarea monumentului

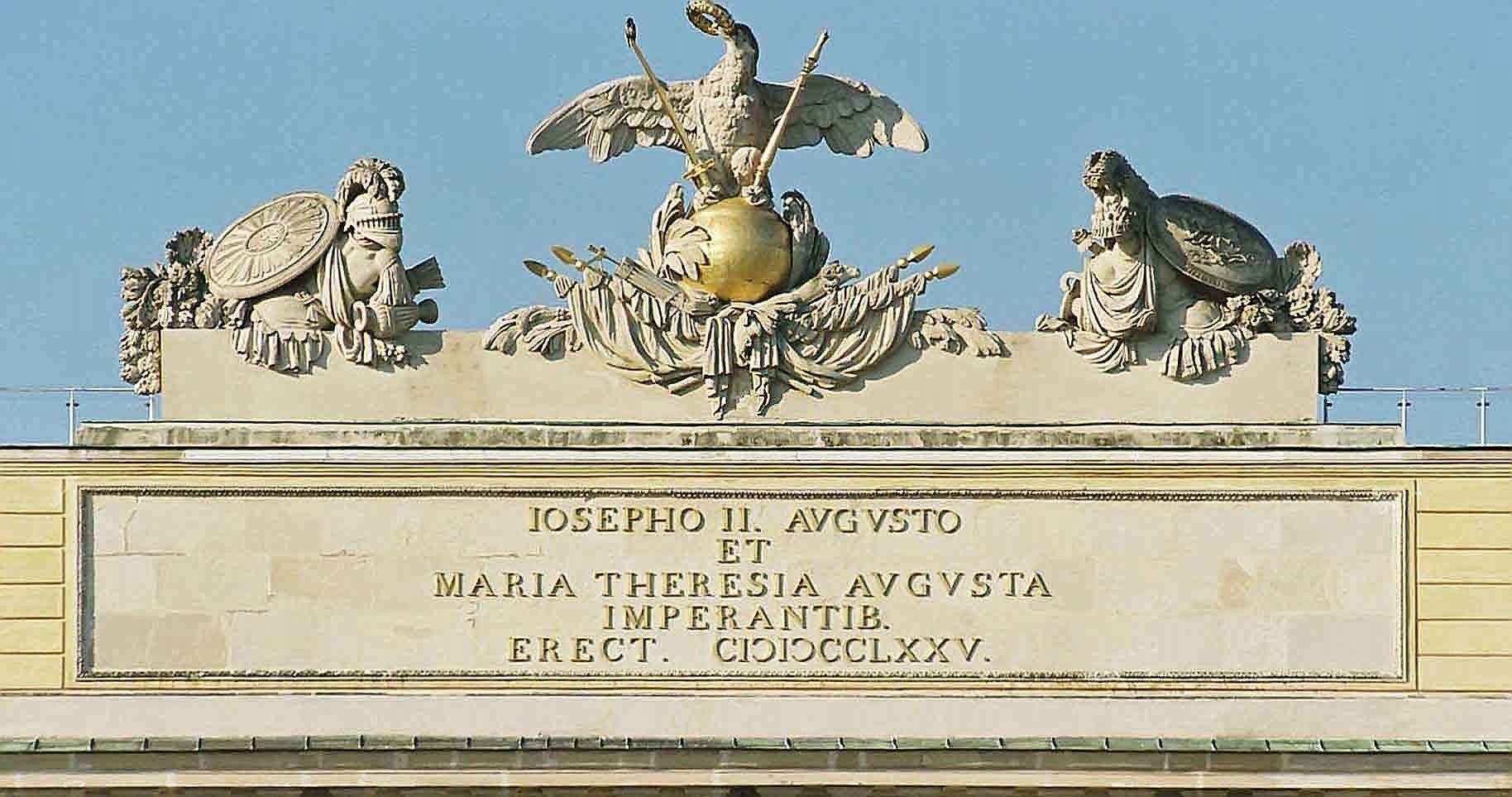
Inscripţia de pe clădirea glorietei

Glorieta a fost construită ca un Monument al Războiului just, care conduce la pace. După urcarea pe tron a Mariei Tereza a început mai întâi Războiul de Succesiune Austriacă (1740-1748) și apoi Războiul de Șapte Ani (1756-1763).
Fațada frontală conține următoarea inscripție:
IOSEPHO II. AVGVSTO ET MARIA THERESIA AVGVSTA IMPERANTIB. ERECT. CIƆIƆCCLXXV
(Înălțată în timpul domniei împăratului Iosif al II-lea și al împărătesei Maria Tereza, 1775). 
Modul de scriere al anului utilizează o latinizare a literei grecești Φ (Phi) pentru 1000. În Roma Antică, era oun lucru obișnuit să se reprezinte numărul 1000 prin litera grecească phi (CIƆ) în loc de M și 500 prin intermediul jumătății lui phi (IƆ) în loc de D.
O parte semnificativă a inscripției este adăugarea cuvintelor AVGVSTO și AVGVSTA, folosite ca o legătură cu primul împărat și zeu roman AVGVSTVS și pretinșii săi moștenitori și succesori din familia de Habsburg care s-au intitulat și împărați ai Sfântului Imperiu Roman de națiune germană.
O replică mai puțin cunoscută la scară de 90% a glorietei originale de la Schönbrunn a fost construită la aproximativ 23 km de Shanghai, China. 

## Imagini

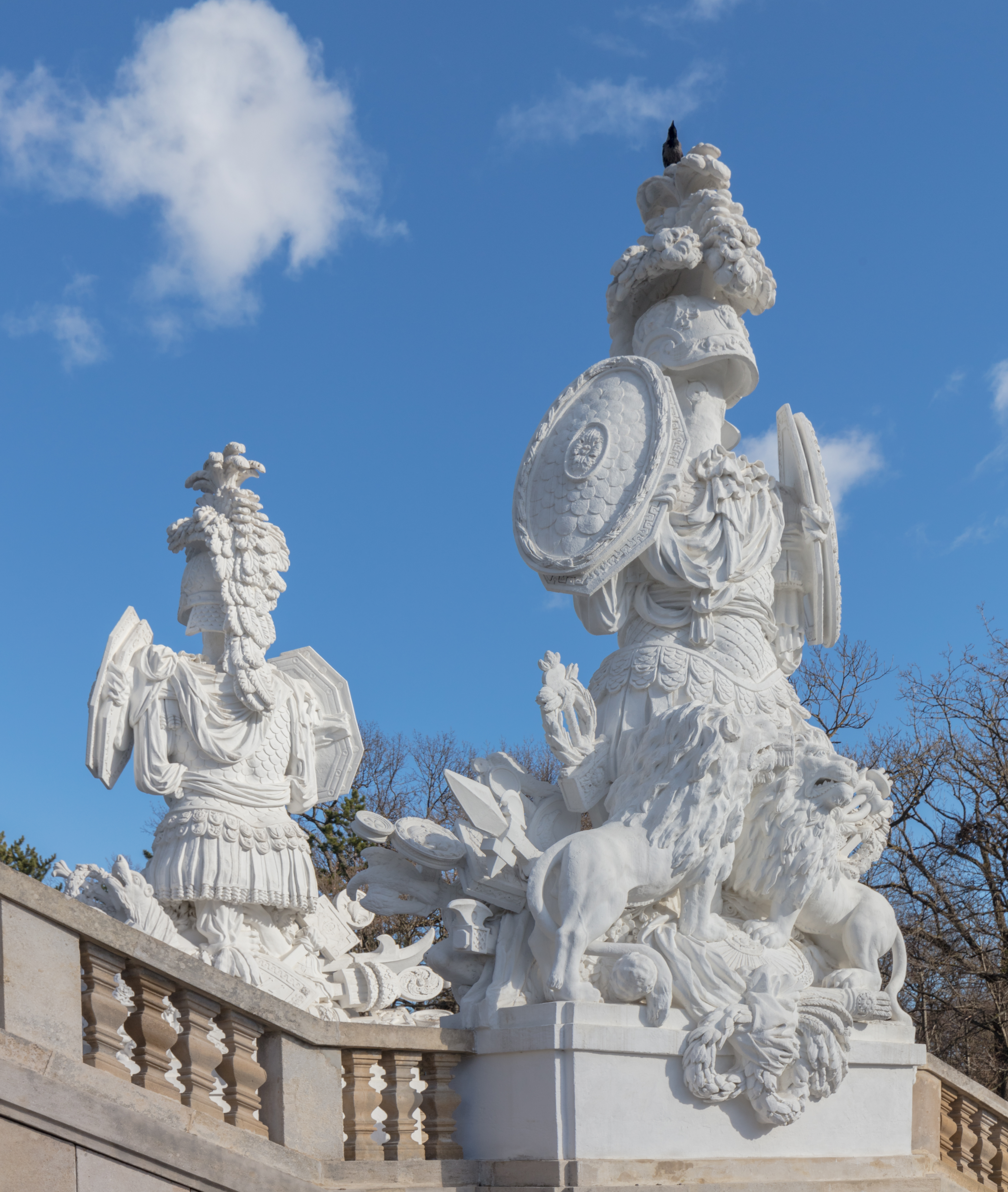
Statui ale glorieta
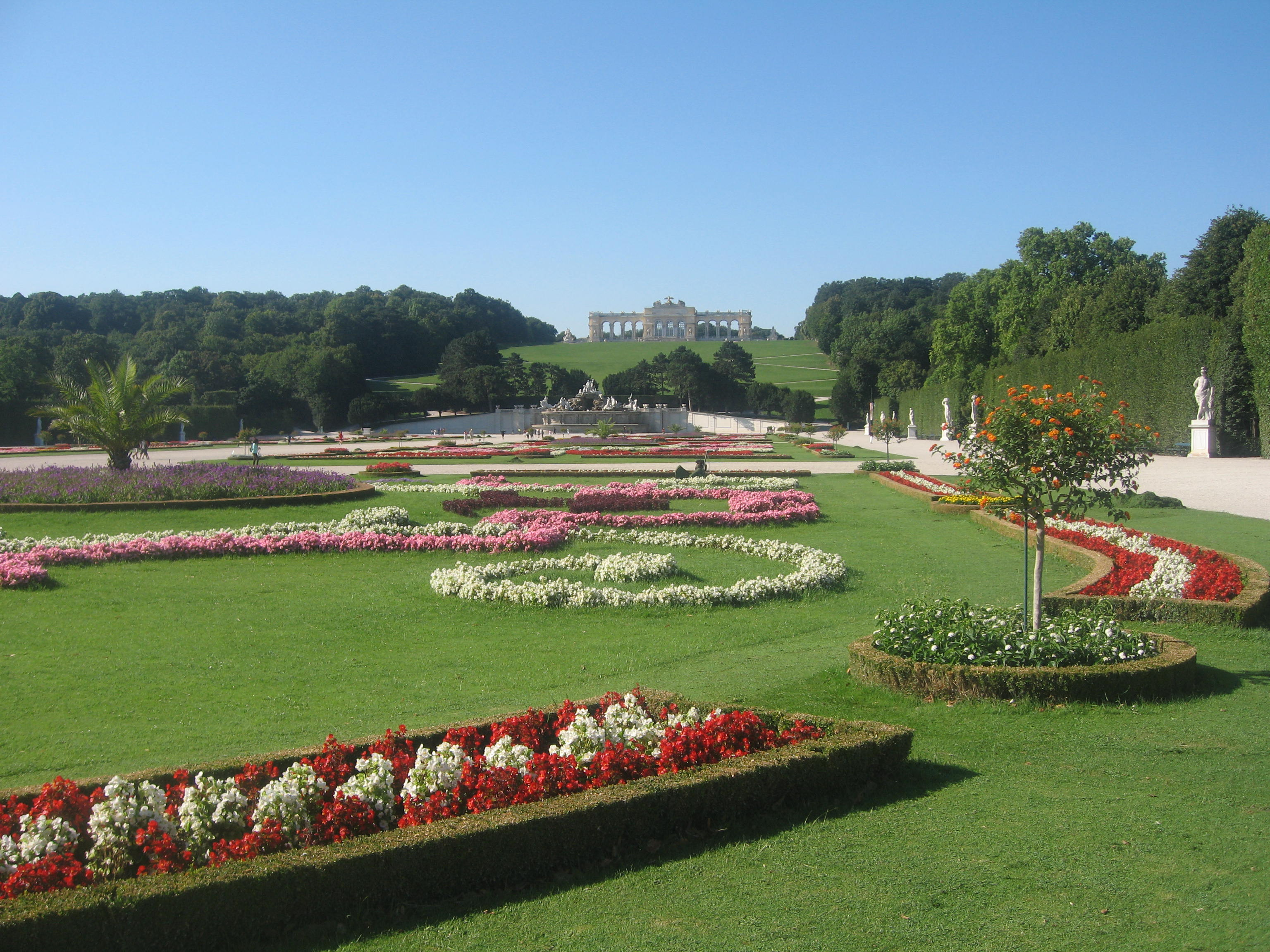
Glorieta
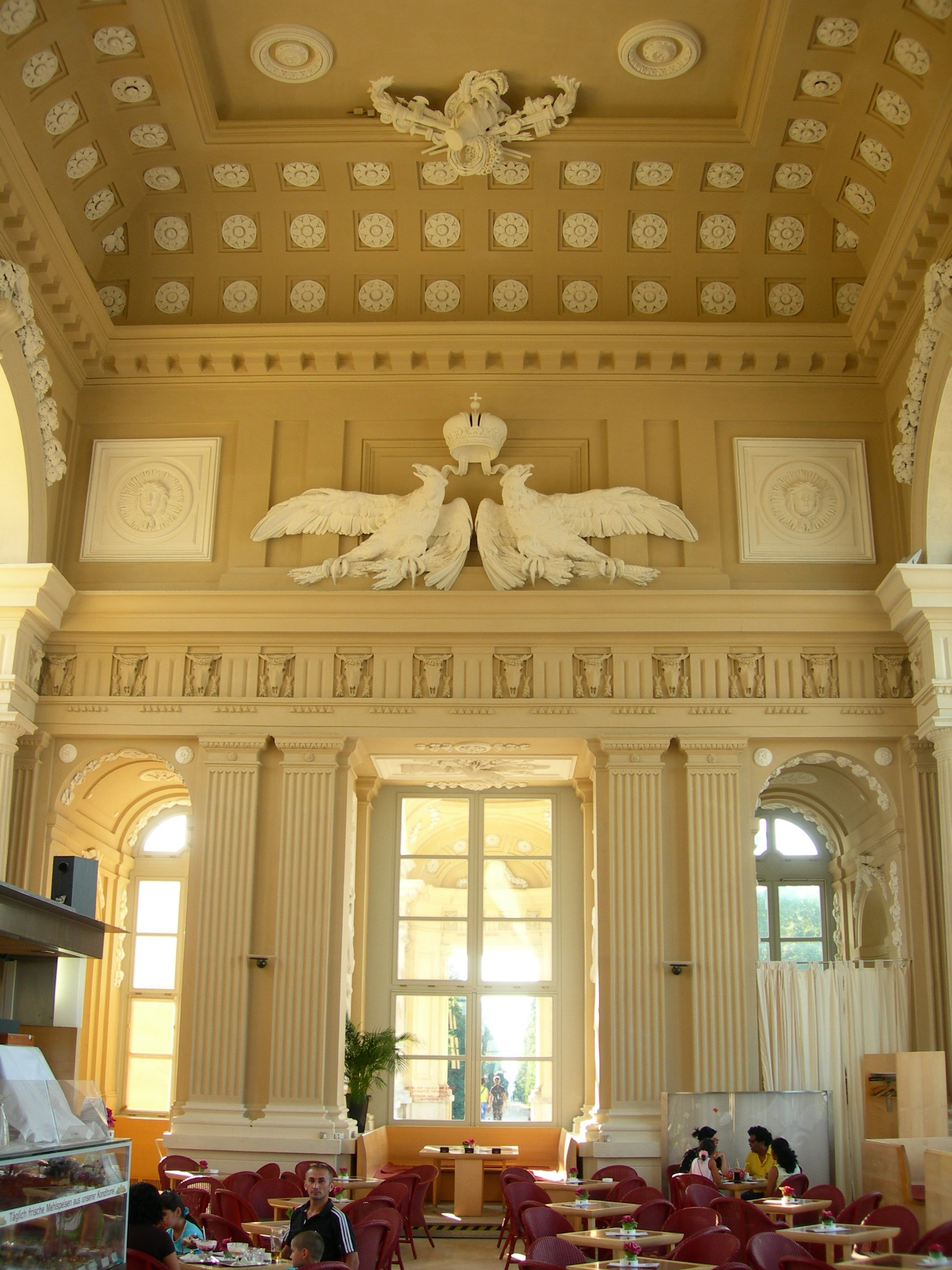
Cafeneaua din interiorul glorietei
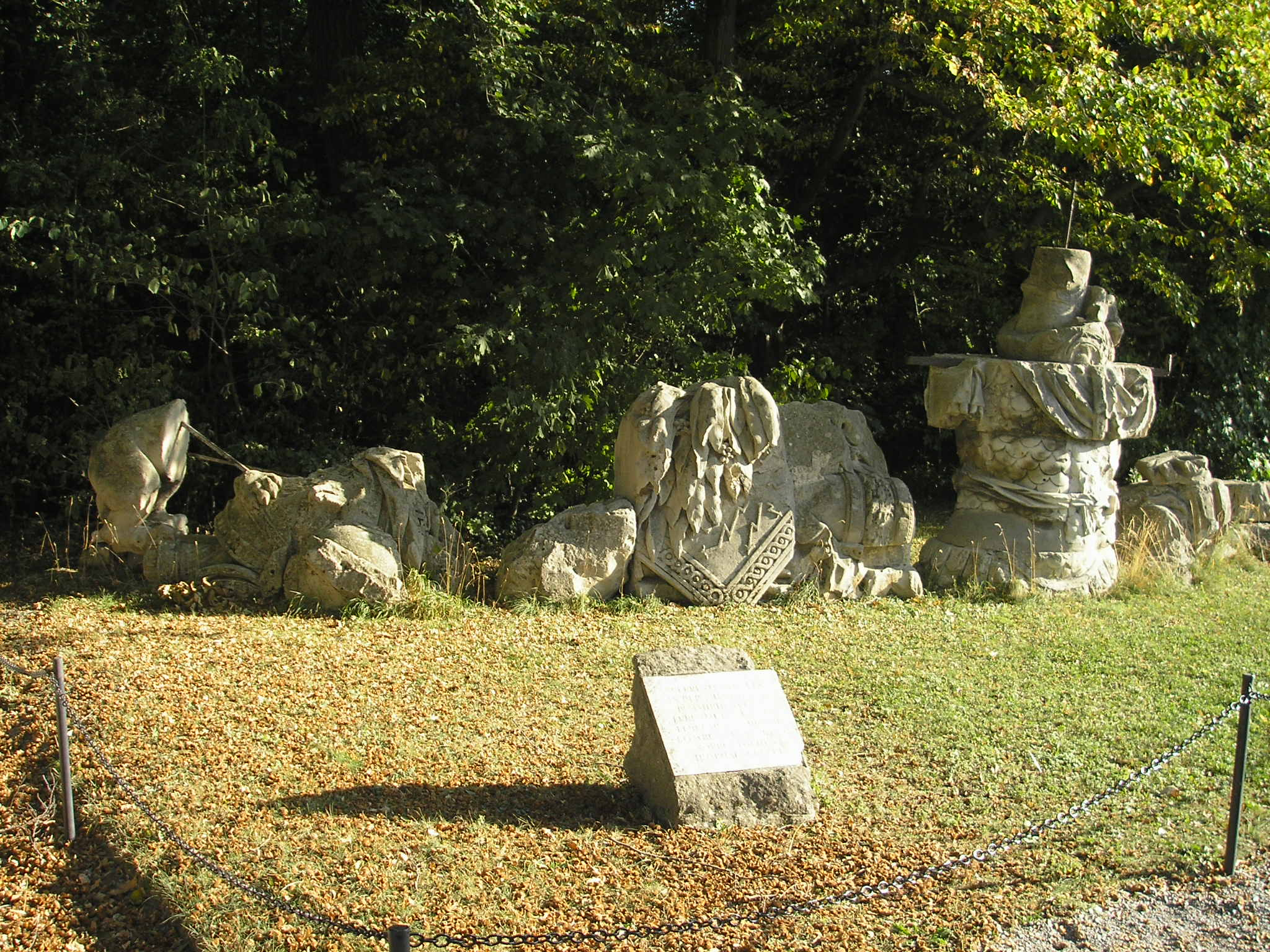
Resturile distruse în al doilea război mondial
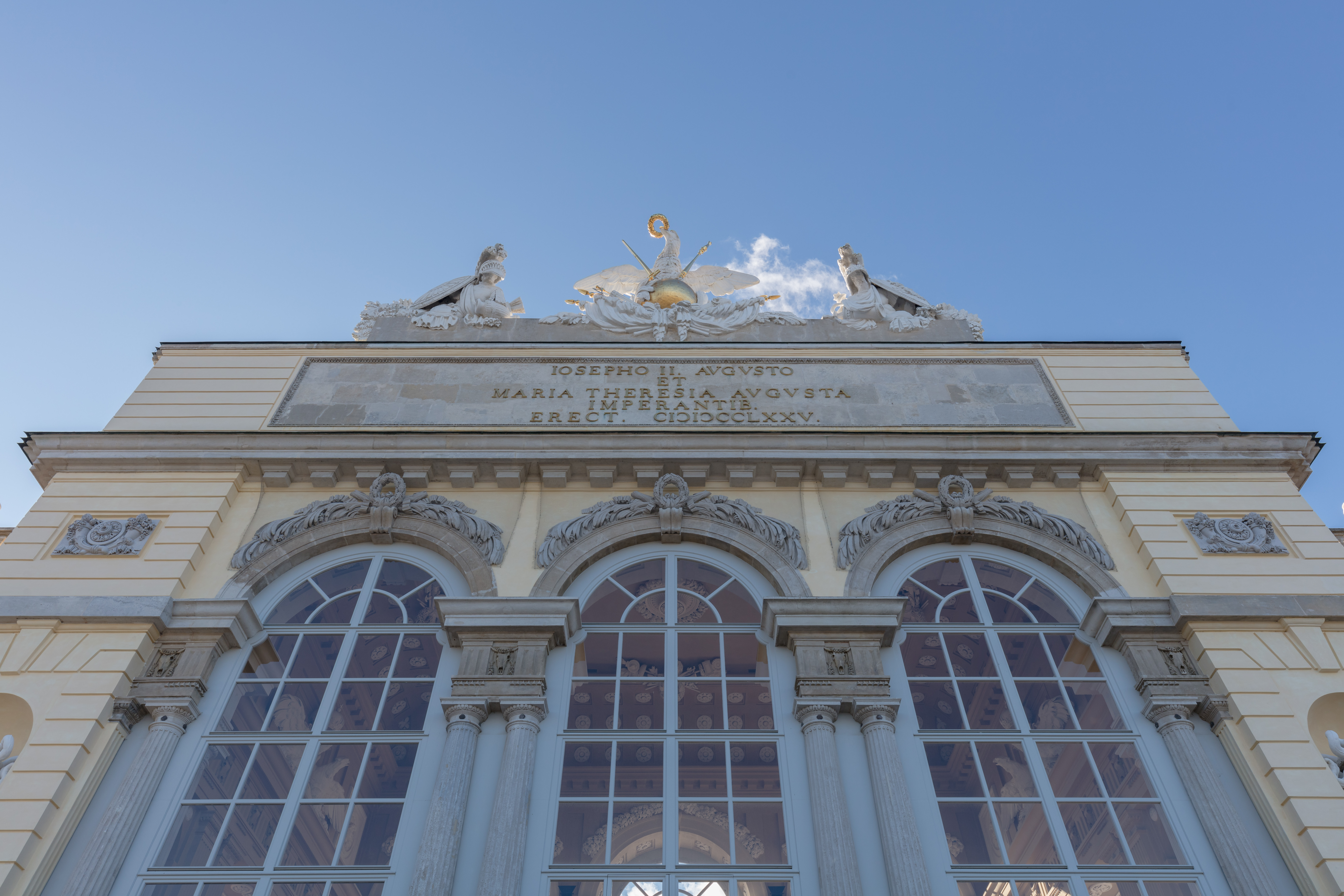
Faţadă
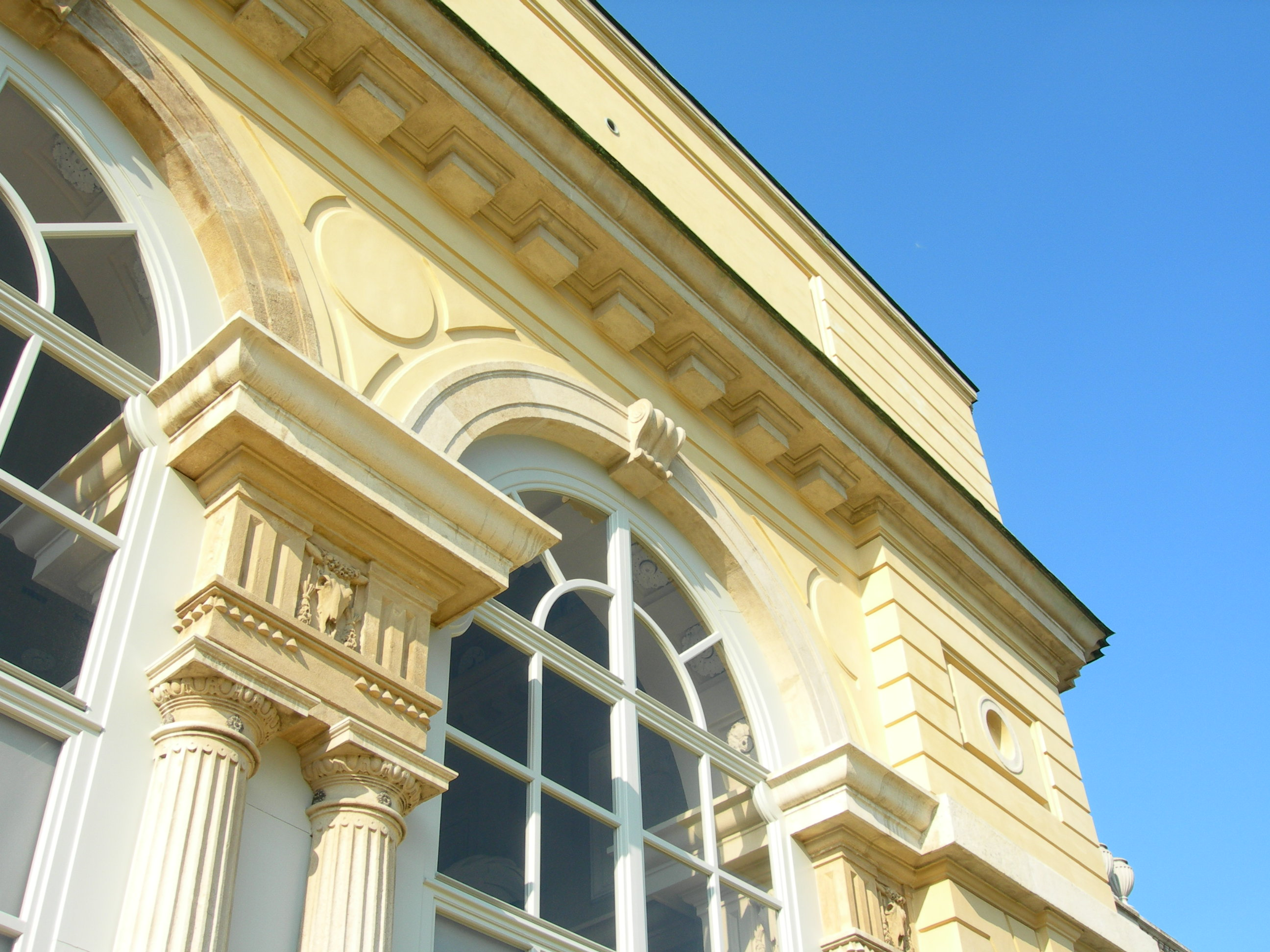
Ferestre noi în stil vechi